# Finchley Road (Metropolitano de Londres)
Finchley Road é uma estação do Metrô de Londres na esquina da Finchley Road com a Canfield Gardens, no borough londrino de Camden, Norte de Londres. Fica na linha Jubilee, entre as estações West Hampstead e Swiss Cottage e na linha Metropolitan entre as estações Wembley Park e Baker Street. Está na Zona 2 do Travelcard.
A estação fica a 100 metros ao sul do O2 Center. Atende as áreas de Frognal e South Hampstead. Também fica a cinco minutos a pé da estação Finchley Road & Frognal na linha North London do London Overground, e isso é marcado como um intercâmbio oficial fora do sistema. A estação fica em um corte coberto por uma única cobertura de vidro e metal e é a estação mais ao norte da linha, abaixo do nível da rua.

## História

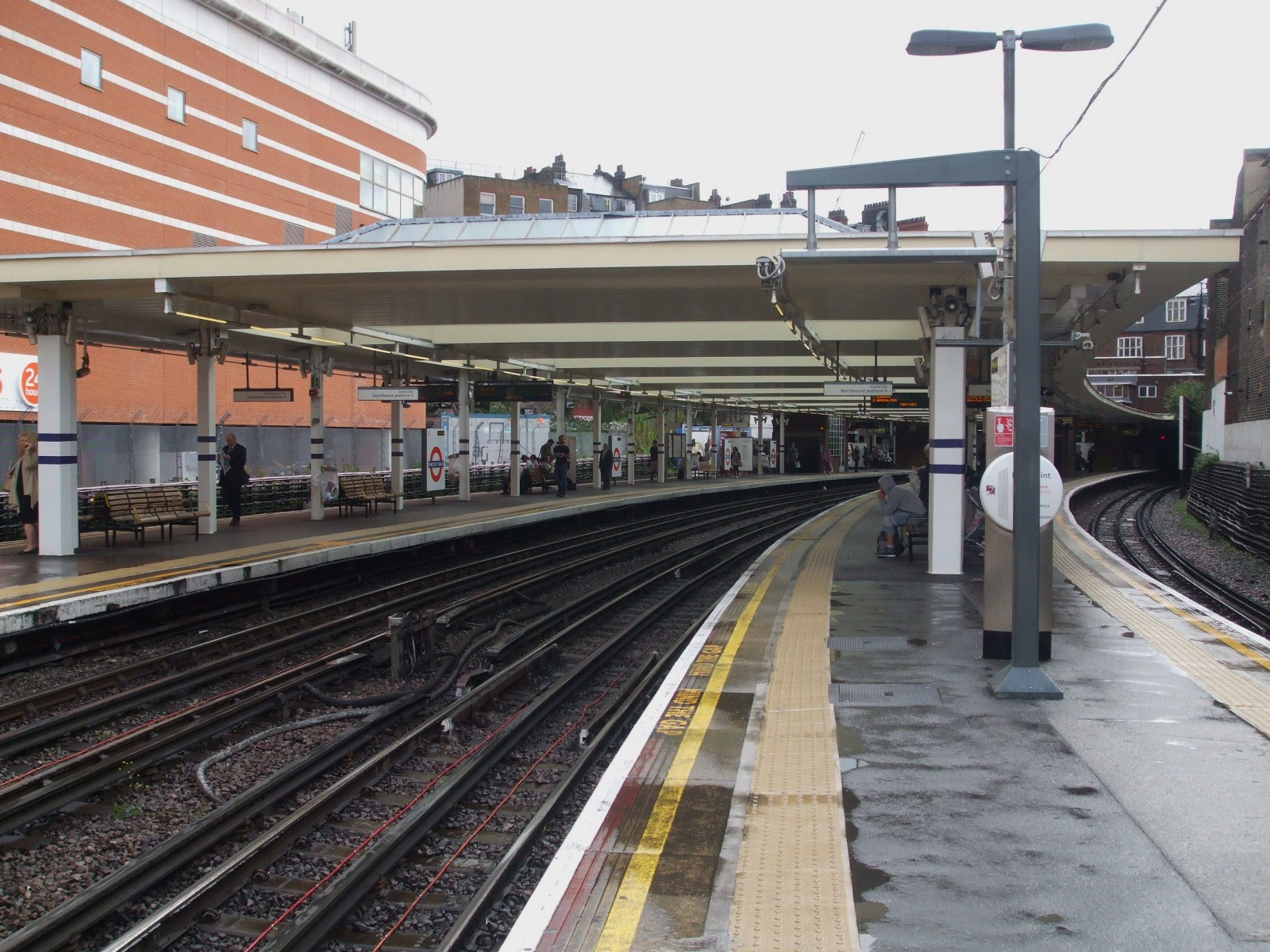
As plataformas voltadas para o sul

A estação foi inaugurada em 30 de junho de 1879 pela Metropolitan Railway (MR, agora Linha Metropolitan) em sua extensão de sua estação agora fechada em Swiss Cottage (uma estação diferente da atual estação Swiss Cottage da linha Jubilee).
Os serviços da linha Bakerloo foram posteriormente transferidos para a linha Jubilee quando esta linha começou a operar em 1 de maio de 1979.
Há uma proposta de adição de uma nova entrada à estação a partir do local do O2 Center, como parte da proposta de requalificação do local para habitação.

## Serviços

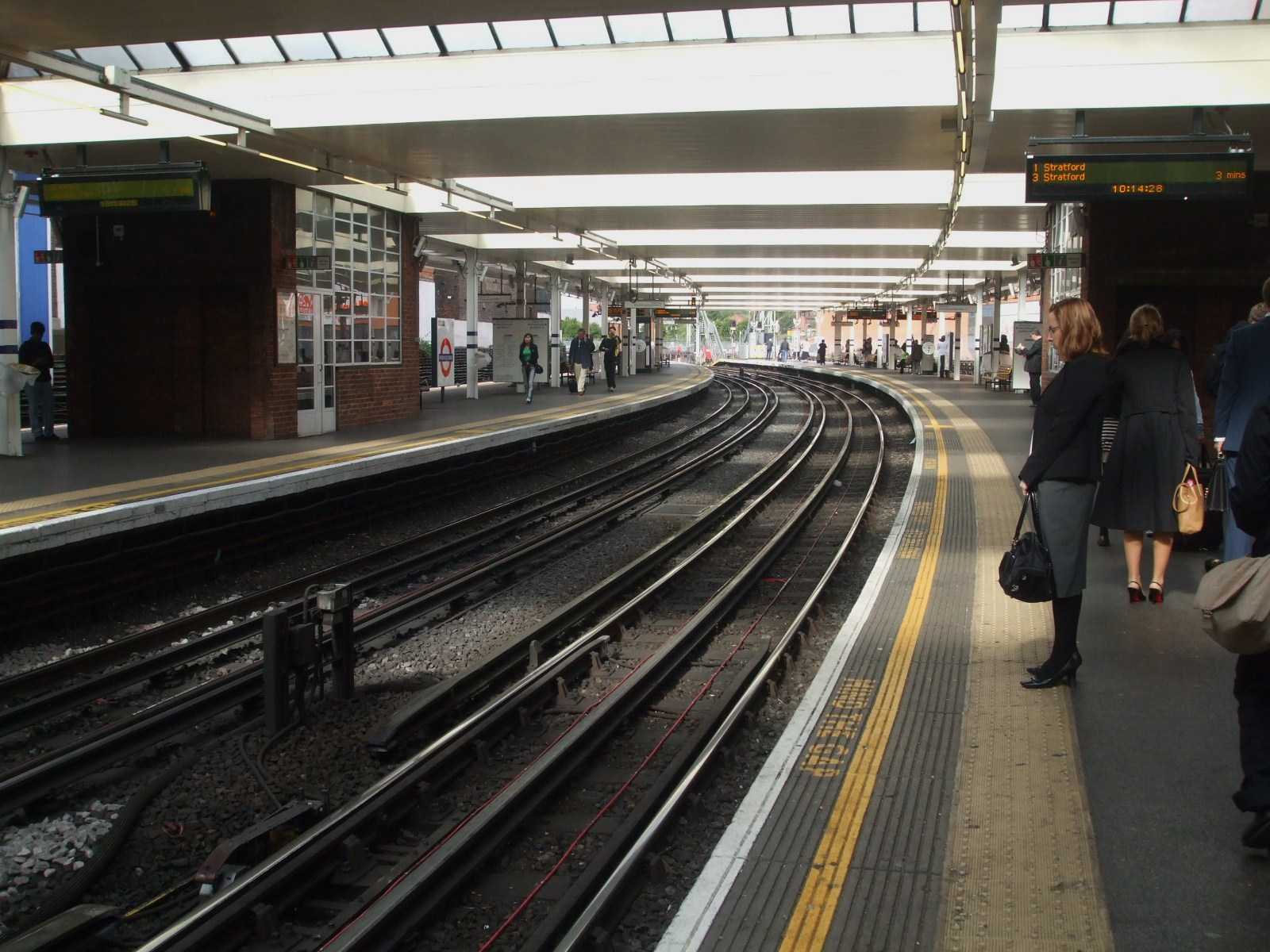
Olhando para o norte ao longo das plataformas da linha Jubilee

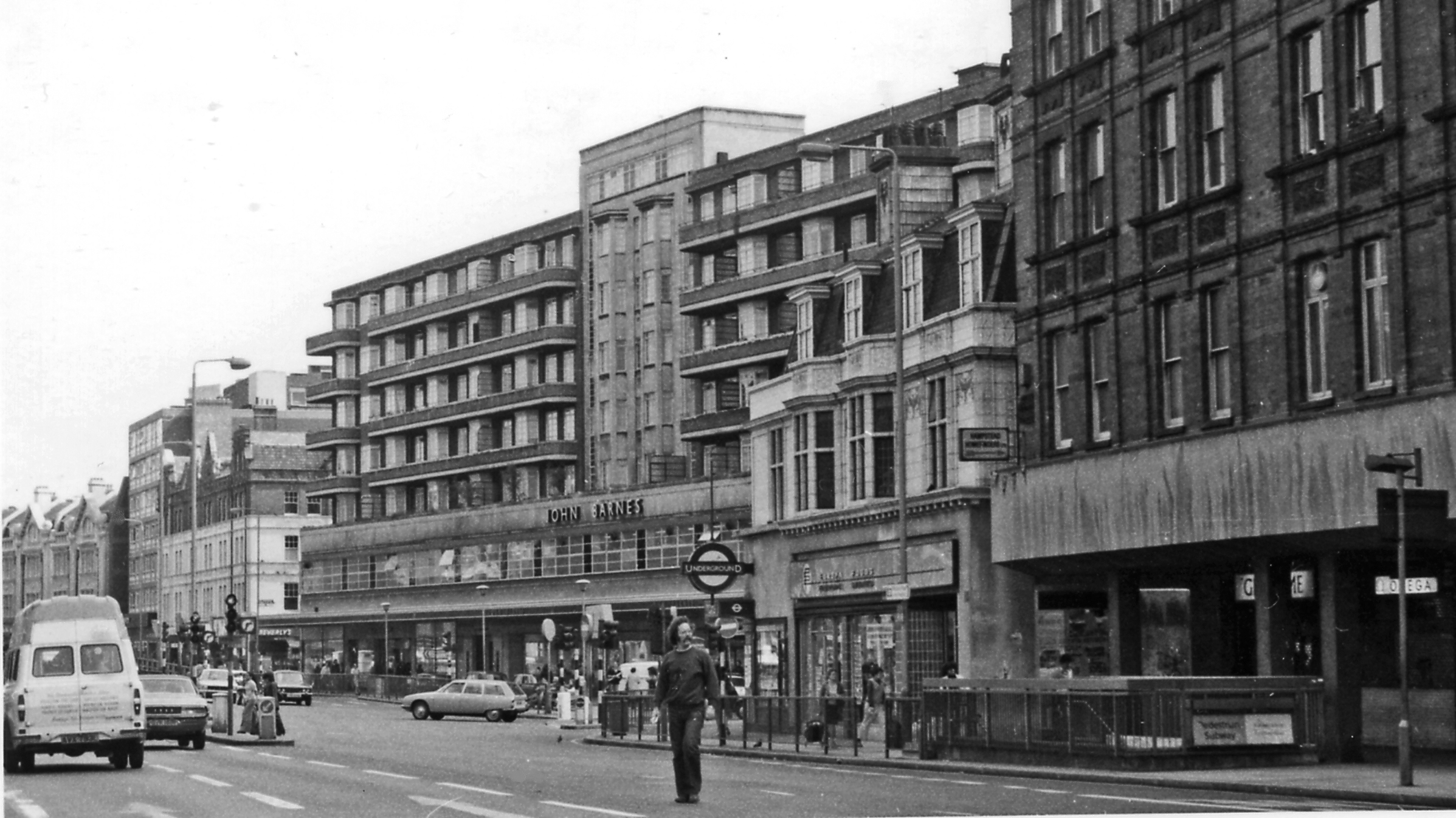
Entrada da Finchley Road em 1978

Finchley Road é servida pelos serviços da linha Jubilee e Metropolitan do Metrô de Londres. A Jubilee line, que é um serviço parador (ou local), opera uma frequência de serviço de 16 tph (trens por hora) entre Stanmore e Stratford. A Metropolitan line oferece "serviços paradores" (com alguns serviços "rápidos" e "semi-rápidos" no horário de pico) (nenhum serviço da Metropolitan line para nas estações entre Finchley Road e Wembley Park) de Aldgate e Baker Street para o noroeste de Londres e algumas estações nos condados domésticos.

## Conexões
As rotas de ônibus de Londres 13, 113, 187, 268, C11 e a rota noturna N113 atendem a estação.